# VdB 12
vdB 12 è una piccola nebulosa diffusa, visibile nella costellazione di Perseo.
Si trova sul bordo meridionale della costellazione, sul confine con l'Ariete; a partire da quest'ultima costellazione può essere individuata con più facilità, partendo dalla stella 41 Arietis, una stella bianco-azzurra di sequenza principale di magnitudine 3,6, e spostandosi di circa 3,5° in direzione ENE fino a raggiungere una stella arancione di magnitudine 4,5 che nelle mappe non riporta né una lettera greca né un numero, ma solo la sigla HD 20644; da qui si prosegue verso nordest per poco più di due gradi, fino a raggiungere la nebulosa vdB 13. Da questa ci si sposta di poco meno di un grado verso nord, fino a trovare una stella arancione di magnitudine 7,3, nota come HD 21110; si tratta della stella che illumina la nube, che appare quindi di un colore marcatamente arancione, sebbene sia molto tenue.
La nube illuminata dalla stella è un frammento della grande Nube di Perseo, un complesso di nebulose oscure che si estende alle alte latitudini galattiche; vdB 12 si trova in una posizione periferica e piuttosto isolata dal resto del complesso, che si estende verso sudest in direzione della brillante nebulosa NGC 1333. Nell'intera regione sono attivi dei fenomeni di formazione stellare, testimoniati dalla presenza di oggetti stellari giovani; la distanza del sistema è stimata sui 980 anni luce dal sistema solare.